# Victor Ponta
Victor-Viorel Ponta (n. 20 septembrie 1972, București, România) este un politician român care a deținut funcția de cel de-al 63-lea prim-ministru al României din 7 mai 2012 până la demisia sa în 4 noiembrie 2015. Victor Ponta a fost președinte al Partidului Social Democrat din 2010 până în 2015 și deputat de Gorj (2004-2008) și de Dâmbovița (după 2024). A fost copreședinte alături de liberalul Crin Antonescu al Uniunii Social-Liberale, Uniune înființată la inițiativa lui Dan Voiculescu. A fost co-fondator și fost președinte al Partidului PRO Romania, alături de Daniel Constantin. A fost exclus din PSD după ce și-a depus candidatura la alegerile prezidențiale pe 12 martie 2025.

## Biografie
Conform propriilor declarații, Victor Ponta ar avea strămoși aromâni din Albania, pe linie maternă, și italieni, pe linie paternă. În luna martie a anului 2014, în cadrul unei vizite la Tirana, Victor Ponta a declarat „Este prima dată când mă aflu în Albania, la Tirana, și sper să revin cu altă ocazie. Familia bunicului meu a plecat din Moscopole spre România, așa încât ar fi trebuit să ajung până acum aici, dar e bine că am ajuns și acum.”

### Studiile și începutul activității profesionale
În 1995 a absolvit Facultatea de Drept a Universității din București.
Până în 1998 a fost procuror în cadrul Parchetului de pe lângă Judecătoria Sectorului 1 din București, iar între 1998 și 2002, procuror în cadrul Parchetului de pe lângă Curtea Supremă de Justiție, secția Anticorupție, Urmărire Penală și Criminalistică. Între 2000 și 2001 a ocupat funcția de coordonator al Biroului de Combatere a Spălării Banilor.
Conform președintelui Traian Băsescu, între 1997 și 2001, Victor Ponta ar fi fost ofițer acoperit al SIE, însă acestea au fost catalogate drept minciuni de premier.

### Controverse biografice în mass-media
Victor Ponta a indicat în biografia sa oficială de până în iunie 2012 că ar avea un master la Universitatea din Catania, ulterior clarificându-se că a urmat acolo un curs postuniversitar, conform jurnaliștilor de la ziarul Adevărul.. Ponta a șters indicația despre masteratul din Catania imediat după izbucnirea scandalului plagiatului din teza de doctorat, dând ca motiv că "a trecut în noul CV doar informațiile relevante pentru funcția de premier".
Ziarul Adevărul a publicat la 12 iulie 2012 un articol în care făcea cunoscut că descoperise un loc unde apărea o afirmație potrivit căreia Victor Ponta ar fi absolvit un curs de masterat în biografia publicată de enciclopedia Who's Who (ediția românească), unde un curs absolvit la o școală de vară este trecut drept masterat (citat din Who's Who: "2004: Masterat în drept penal inter. Catagna - Sicilia, Italia; Master în ideologii politice Oxford - Exeter College").
Frances Cairncross, rector al Exeter College, Regatul Unit, afirmă ca Victor Ponta nu a fost niciodată masterand la Universitatea Oxford. Redacția Who's Who a confirmat că biografia lui Ponta, publicată în 2011, ar fi fost dictată personal de acesta.
Guvernul României, printr-un comunicat de presă publicat pe site-ul oficial, precizează că afirmațiile referitoare la „masterul” la Oxford al domnului Ponta „sunt răuvoitoare și nu se bazează pe nicio dovadă concretă”. Biroul de presă al guvernului a mai menționat faptul că în niciun CV public al premierului nu este menționat cursul susținut la Oxford ca fiind de master. Ziarul Adevărul a publicat, în replică, pagina din Who's Who cu biografia lui Ponta, în care apare indicat un master la Oxford.

### Teză de doctorat controversată

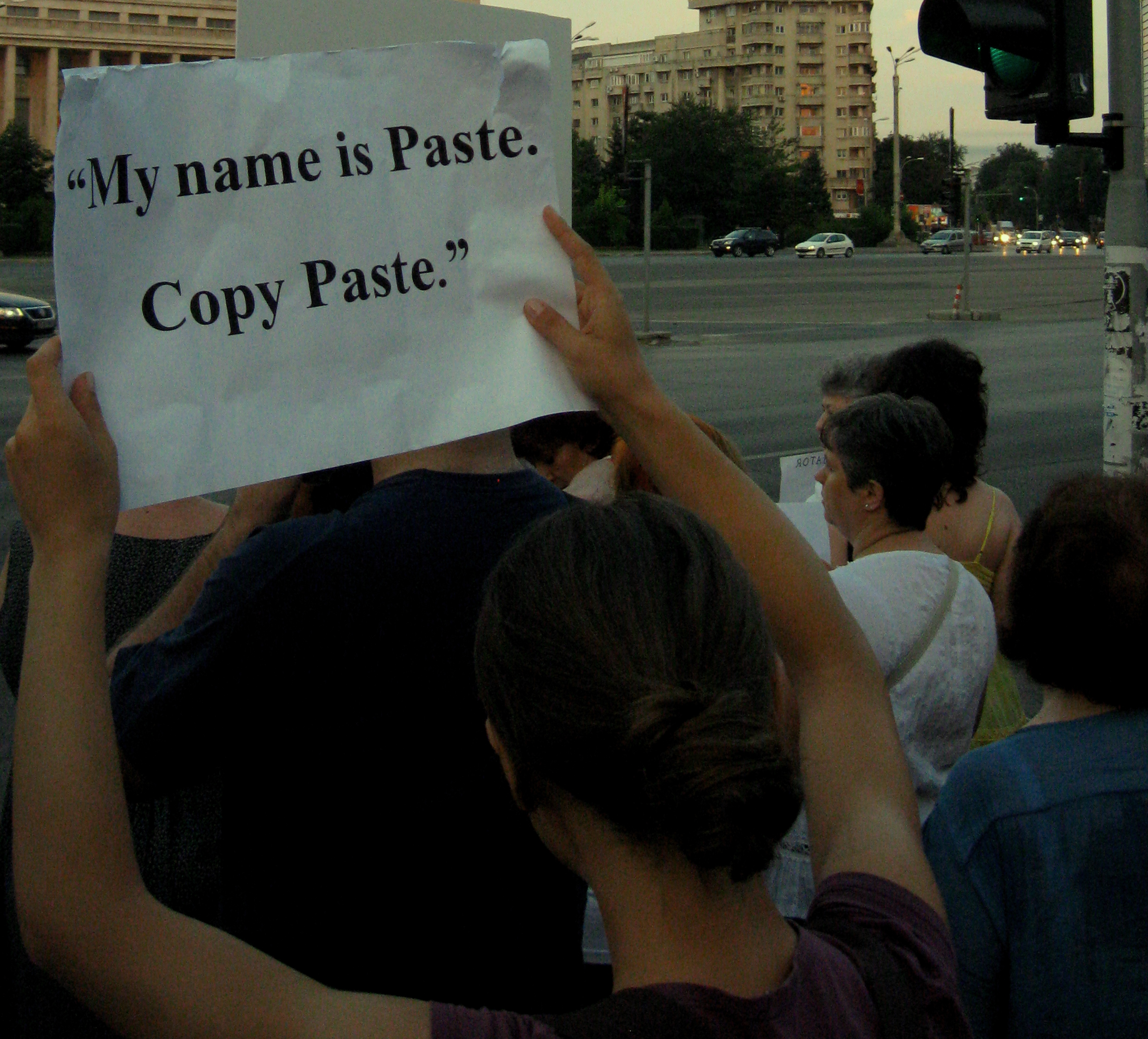
Protest împotriva lui Ponta în Piața Victoriei, cu un mesaj legat de plagiat.

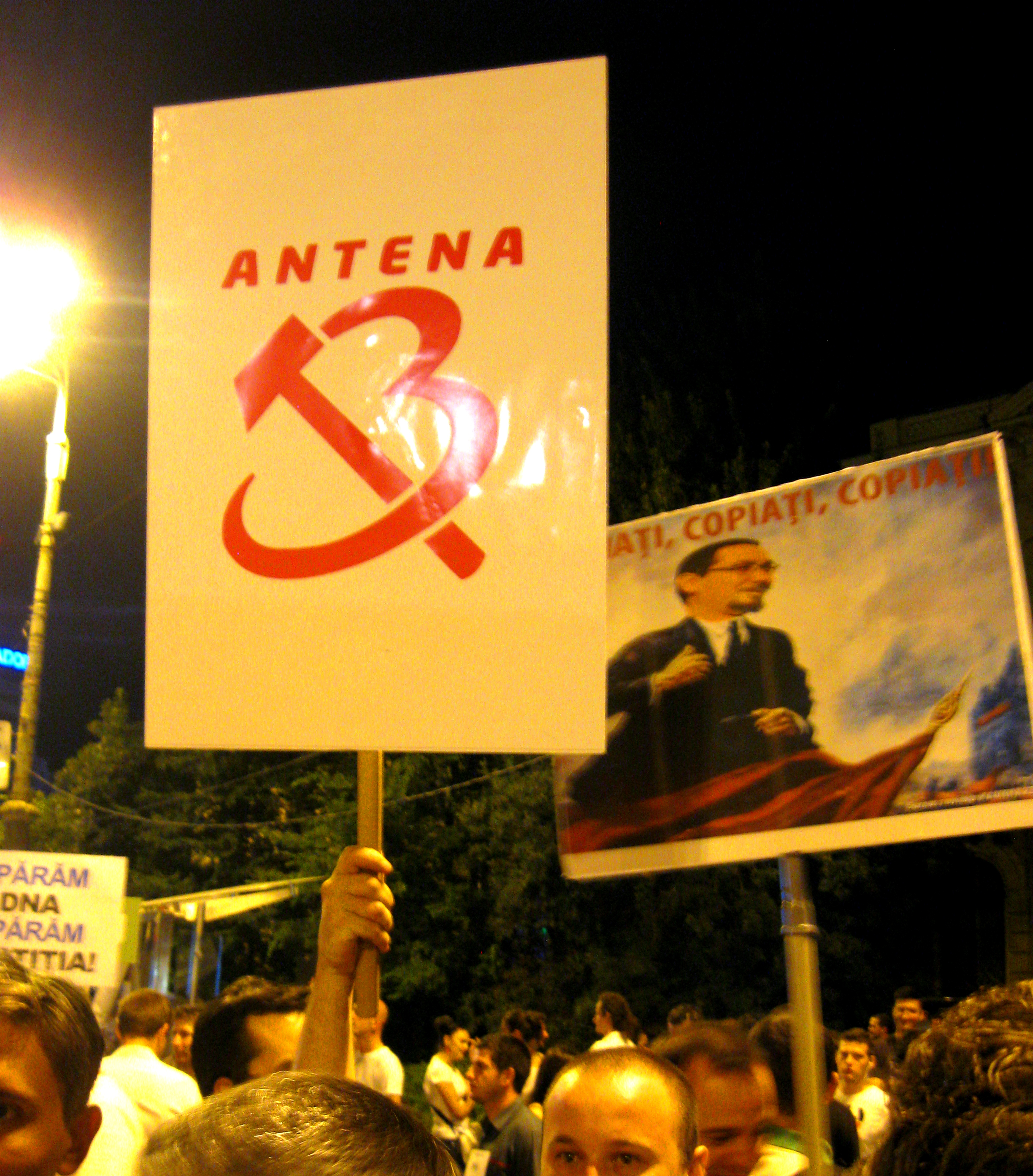
Proteste Victoria, Antena 3

În iulie 2003 a obținut titlul de doctor în drept din partea Universității din București cu teza intitulată Curtea Penală Internațională. Îndrumătorul științific al lucrării a fost Adrian Năstase, atunci premier în funcție. În 2012, chestiunea obținerii titlului de doctor cu această teză a generat o dezbatere publică, după ce revista Nature și alte publicații au considerat că ar fi vorba de un plagiat. Mai precis, la 18 iunie 2012, Nature (ediția online) a publicat știrea că „prim-ministrul Victor Ponta a fost acuzat că ar fi copiat secțiuni mari ale tezei sale de doctorat în drept din 2003 din unele publicații anterioare, fără referințele corecte”. Imputația publicată de Nature era formulată pe baza unor documente compilate de un whistleblower anonim. Autorul articolului preciza că „Ponta și-ar fi obținut doctoratul la Universitatea București în timp ce era secretar de stat în cabinetul Adrian Năstase, care a fost și supervizorul lucrării sale de doctorat”. Concomitent cu publicarea în Nature, acuzația de plagiat a fost reluată și într-un articol publicat în cotidianul german Frankfurter Allgemeine Zeitung sub semnătura unui ziarist, Karl Peter Schwarz. Ca urmare a controversei declanșate, după o analiză, Consiliul Academic de Validare a Titlurilor Universitare a constatat că 85 din cele 307 pagini ale lucrării au fost copiate integral, fără ghilimele și fără indicarea exactă a sursei.
Ponta a admis că sistemul bibliografic utilizat în teza de doctorat nu este foarte clar în privința citării surselor bibliografice, însă a respins acuzația de plagiat, precum și rezultatul publicat al analizei consiliului.

La 16 decembrie 2014, premierul Victor Ponta publică o scrisoare adresată rectoratului Universității, în care îl „notifică” pe rectorul Mircea Dumitru că renunță la titlul de doctor în drept.

### Viața personală

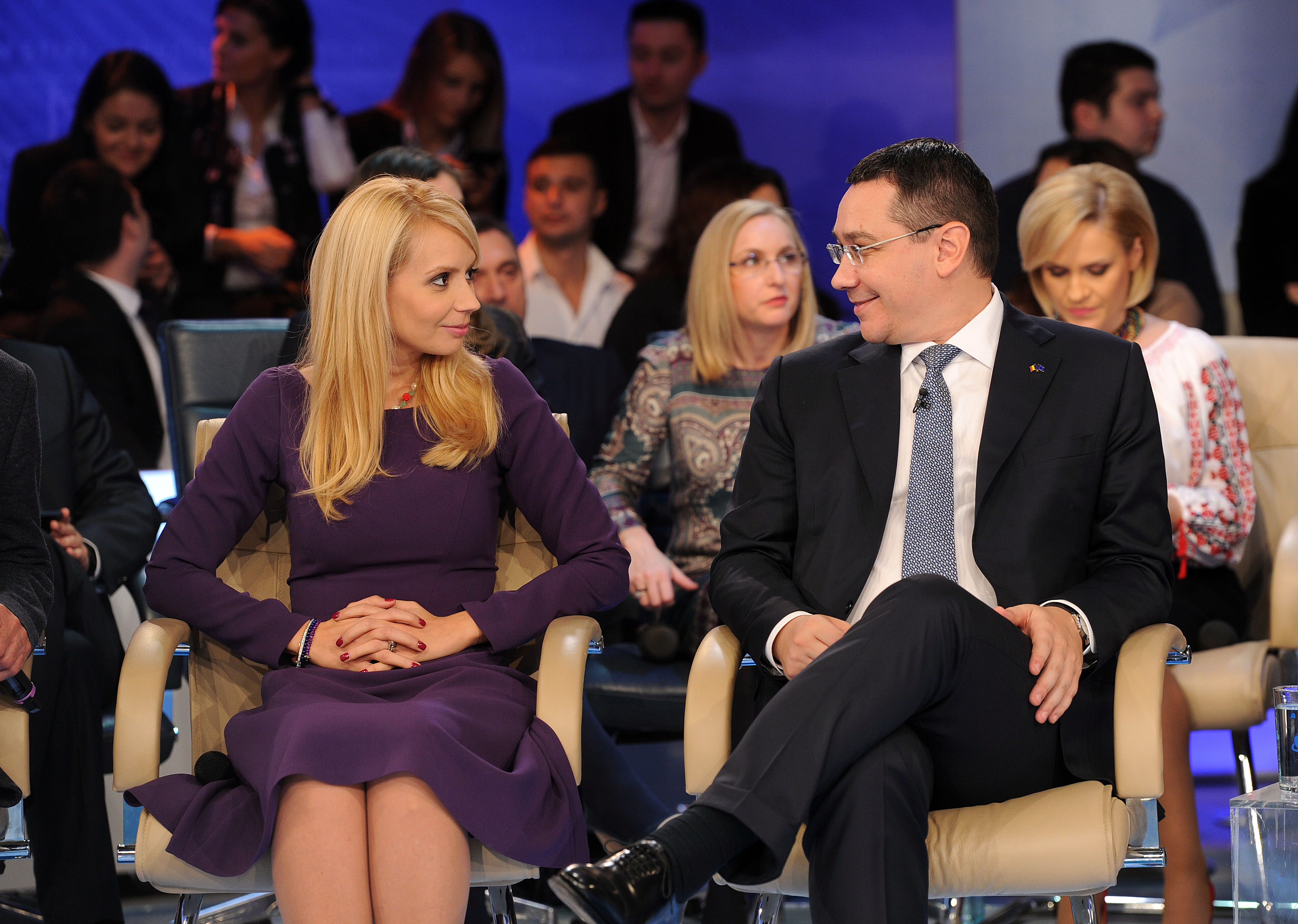
Daciana Sârbu și Victor Ponta

În octombrie 2006 s-a căsătorit în China cu Daciana Sârbu, viitor europarlamentar român și fiică a politicianului PSD Ilie Sârbu. Are un băiat din prima căsătorie (cu Roxana Ponta) și o fată din a doua căsătorie.
Ponta a câștigat campionatul național de tineret de baschet în 1989, unde a jucat pentru CSA Steaua București; și în 2008 Cupa Dacia Logan, unde a fost co-pilot. În plus, el este un susținător declarat al clubului de fotbal FC Steaua București.

## Cariera politică

### Cariera în Partidul Social Democrat

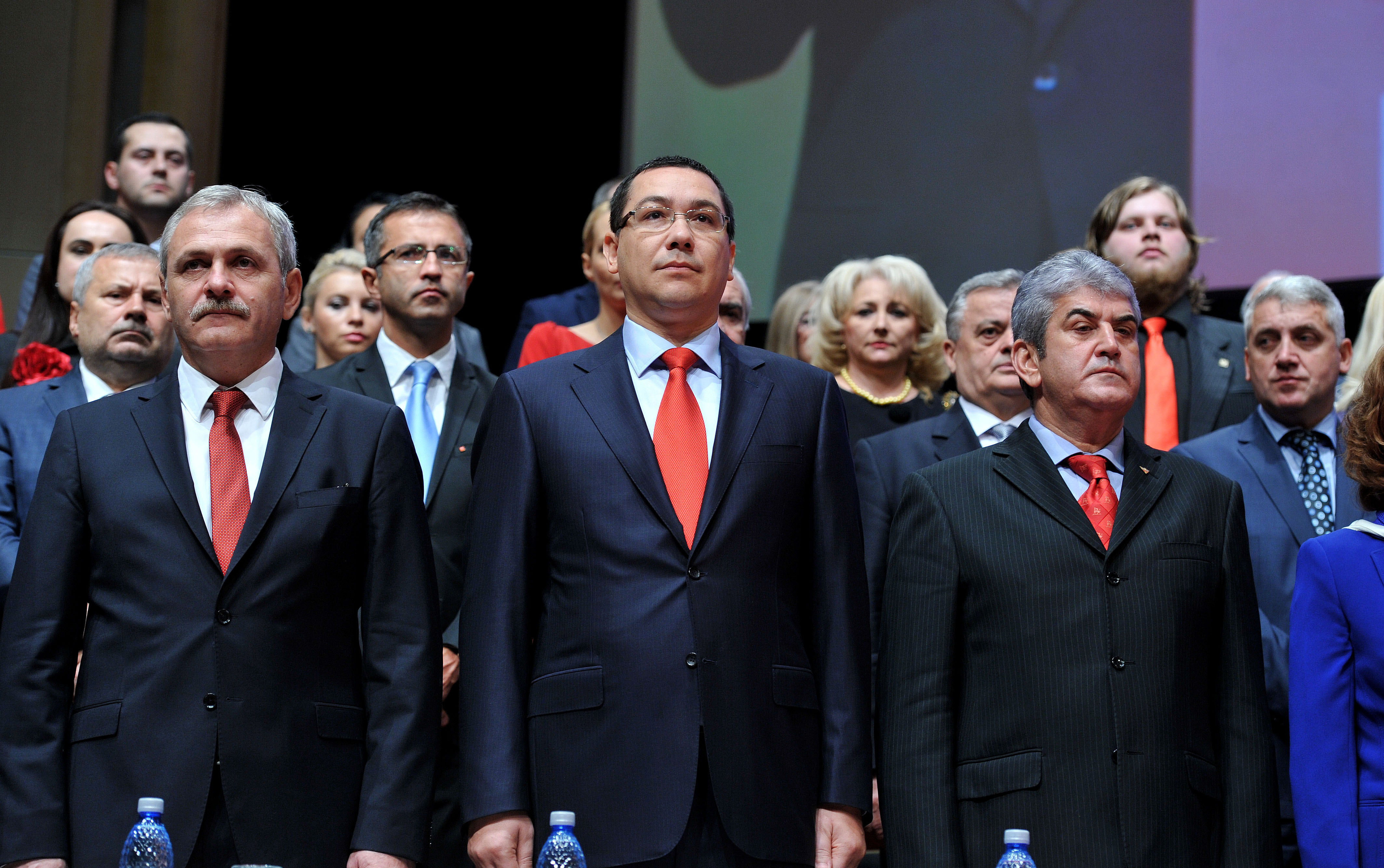
Liviu Dragnea și Victor Ponta la Consiliul Național al PSD

A intrat în politică în 2001 la invitația lui Adrian Năstase, căruia i-a fost asistent la catedra de Drept Internațional Public. Adrian Năstase i-a remarcat curajul politic și i-a propus un rol în Guvernul României: șef al Corpului de Control al Guvernului. Tot Adrian Năstase i-a fost și coordonator al lucrării de doctorat, terminată în 2003.
În noiembrie 2003 a fost ales președinte al Tineretului Social Democrat, funcție pe care a ocupat-o până pe 18 noiembrie 2006.
În iulie 2003 a devenit vicepreședinte al Partidului Social Democrat (PSD). A îndeplinit această funcție până în 10 iulie 2004, când a avut loc o restructurare în PSD, prin suspendarea delegației permanente și înființarea unui Birou Coordonator. Cu acest prilej, Adrian Năstase a declarat că activitatea lui Ponta de finalizare a negocierilor de integrare este foarte importantă. Pe 10 decembrie 2006, la congresul PSD, a fost reales vicepreședinte al acestui partid.

### Activitatea guvernamentală anterioară funcției de premier
În perioada 2001–2004, în timpul guvernării PSD, Ponta a fost secretar de stat, șeful Corpului de Control al Guvernului. A fost numit în funcție în 4 aprilie 2001, după care, la data de 2 mai 2001, Corpul de Control și Anticorupție al Guvernului s-a transformat în Corpul de Control al Primului-ministru, printr-o decizie a premierului de la acea dată, Adrian Năstase. Ponta a rămas în această funcție până la 8 martie 2004, atunci când, în urma restructurării Guvernului, a devenit ministru delegat pentru controlul implementării programelor cu finanțare internațională și urmărirea aplicării acquis-ului comunitar.
În 2008, în primul guvern Boc, Victor Ponta a fost ministru delegat pentru relația cu Parlamentul. În această perioadă, Ponta a avut o activitate critică la adresa executivului din care făcea parte, precum și poziții critice legate de adoptarea de coduri juridice prin asumarea răspunderii guvernului, asumare pe care o considera o strategie politică a președintelui Traian Băsescu.

### Activitate parlamentară
În 2004, Victor Ponta a devenit unul dintre cei mai tineri parlamentari români, fiind ales membru al Camerei Deputaților. Din decembrie 2004 este deputat PSD de Gorj, iar în urma alegerilor parlamentare din noiembrie 2008, Victor Ponta este ales pentru a doua oară deputat de Gorj, în colegiul uninominal nr. 6 din Târgu Jiu.
Victor Ponta a fost ales deputat în Parlamentul României pe listele PSD din Gorj (în legislaturile 2004-2008, 2008-2012, 2012-2016, 2016-2020) și din Dâmbovița (în legislatura 2024-prezent). În perioada septembrie 2006 - februarie 2007, Victor Ponta a fost vicepreședinte în Biroul Permanent al Camerei Deputaților.
În timpul guvernării Tăriceanu, Victor Ponta a susținut introducerea votului uninominal. Astfel, adept al sistemului propus de Pro-Democrația, a negociat în numele PSD în primăvara lui 2007 introducerea acestui tip de scrutin agreat inițial de toate partidele.
În 2007 a făcut parte din grupul PSD care a lucrat la redactarea acuzațiilor la adresa președintelui Traian Băsescu, acuzații care au fost adresate ulterior Curții Constituționale, în scopul suspendării șefului statului. Eșecul Partidului Social Democrat de la referendumul din 19 mai 2007 l-a determinat pe Ponta, alături de vicepreședinții Liviu Dragnea și Ioan Stan să anunțe că ar putea să se autosuspende sau demisioneze, însă la mai puțin de o săptămână au renunțat.
Din martie 2009, Ponta a fost vicepreședinte în Comisia specială comună pentru dezbaterea în fond, în procedură de urgență, a Codului penal, a Codului de procedură penală, a Codului civil și a Codului de procedură civilă.

### Președinte al PSD
În februarie 2010, Victor Ponta a candidat la președinția Partidului Social Democrat, cu un mesaj de înnoire, dinamizare și regăsire a identității social-democrate a partidului și a fost ales noul lider al formațiunii. Ponta a aliniat PSD la Alianța de Centru-Dreapta (ACD), compusă din Partidul Național Liberal (PNL) și Partidul Conservator (PC), din reuniunea celor trei formațiuni rezultând Uniunea Social-Liberală (USL). Mai apoi, a semnat o alianță cu Uniunea Națională pentru Progresul României (UNPR), partid desprins din PSD, intitulată Alianța de Centru-Stânga (ACS). În august 2012, a fost ales vicepreședinte al Internaționalei Socialiste, în cadrul congresului care a avut loc la Cape Town.
În 2015 a demisionat din funcția de președinte al Partidului Social Democrat, în urma anchetei DNA pornite în dosarul Turceni-Rovinari, dosar în care, ulterior, în mai 2018, soluția primită a fost de achitare în primă instanță.

### Prim-ministru al României

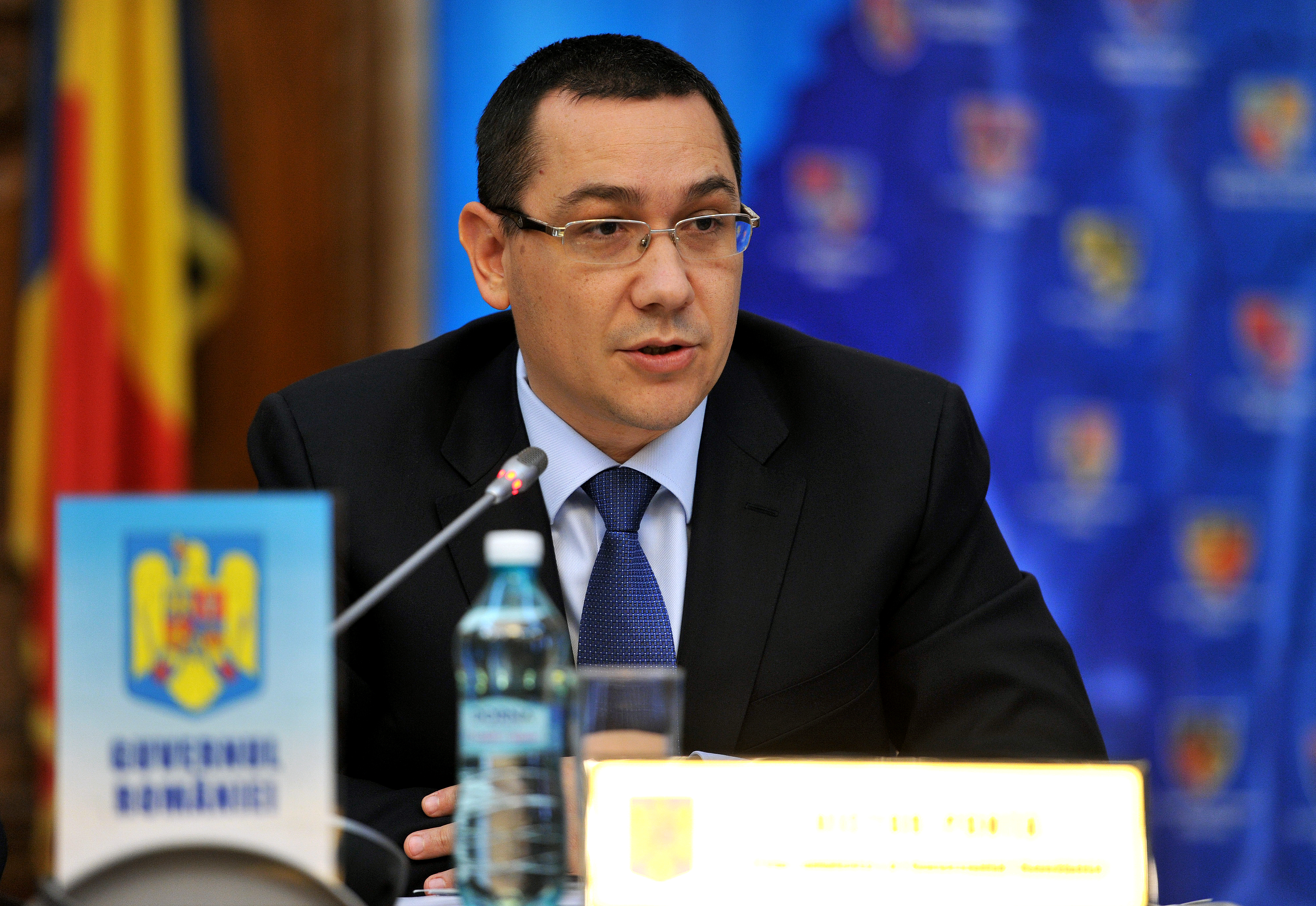
Victor Ponta la Adunarea Generală a UNCJR, Palatul Parlamentului - 03.12.2013

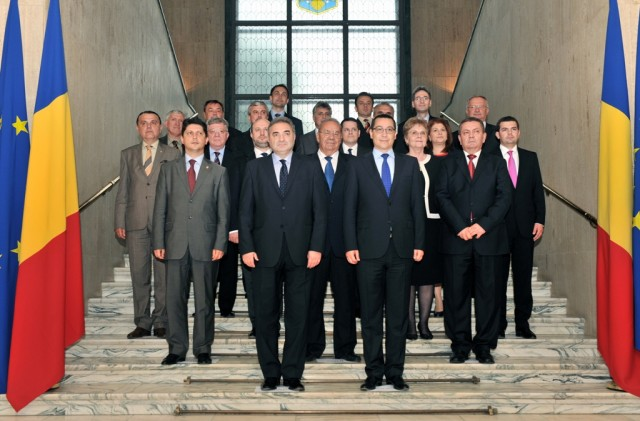
Fotografie de grup a membrilor Cabinetului Victor Ponta

În urma căderii Guvernului Ungureanu, ca rezultat al adoptării moțiunii de cenzură propusă de Uniunea Social-Liberală, în luna mai 2012, Victor Ponta a fost învestit în funcția de prim-ministru al României și în fruntea guvernului, devenind astfel cel mai tânăr prim-ministru din Europa.
Printre măsurile de guvernare luate de premierul Victor Ponta încă din primele zile de la preluarea mandatului se numără: creșterea salariilor bugetarilor până la nivelul lor din 2010, returnarea eșalonată a contribuțiilor la asigurările de sănătate (care au fost reținute pensionarilor în timpul guvernelor anterioare — Boc și Ungureanu — printr-un act normativ declarat ca neconstituțional de către Curtea Constituțională) și suspendarea deciziei guvernului anterior privind înființarea unei secții în limba maghiară la Universitatea de Medicină și Farmacie din Târgu Mureș. De asemenea, guvernul Ponta a suspendat din funcție prefecții numiți de guvernele anterioare.
Din primele săptămâni ale mandatului său, Ponta a devenit implicat în câteva dosare controversate. Guvernul său a transferat Institutul Cultural Român (ICR) de la Președinție la Parlament, socotind că acest lucru ar aduce mai multă transparență. Cu toate acestea, fostul președinte al ICR, Horia-Roman Patapievici, împreună cu alți intelectuali, au considerat acest transfer ca o încercare de politizare a institutului, întrucât fostul ministru de Externe, Andrei Marga, a preluat conducerea ICR. Încercarea sa de a schimba conducerea Televiziunii Române a provocat controverse, mai mulți angajați ai TVR-ului acuzând guvernul de distrugerea televiziunii publice. Din funcția sa de deputat, a propus în Parlamentul României o nouă lege electorală, respinsă de Curtea Constituțională.
O dispută cu președintele Traian Băsescu a apărut pe tema reprezentării României la Consiliul European, premierul fiind susținut de Parlament iar președintele de Curtea Constituțională. Cu toate acestea, Ponta a participat la Consiliu. Acest conflict a degenerat într-o criză politică și constituțională, în care Victor Ponta, în calitate de co-președinte al USL, a fost implicat și care a culminat cu cea de a doua suspendare a lui Băsescu din oficiu și reinstalarea acestuia în urma unui referendum eșuat pentru demitere.

Victor Ponta și președintele Comisiei Europene José Manuel Barroso.

În luna octombrie a anului 2012 guvernul României a eșuat în încercarea de privatizare a combinatului Oltchim Râmnicu Vâlcea. Această companie de stat a fost cumpărată de controversatul om de afaceri și politician Dan Diaconescu. În urma neplății banilor pentru vânzare, Ponta a anulat contractul de vânzare.
La data de 17 decembrie 2012 președintele Traian Băsescu a semnat decretul de numire a lui Victor Ponta ca prim-ministru al României, el fiind singura propunere a vreunei alianțe de partide parlamentare.
Guvernul Ponta 1 și guvernul Ponta 2 au fost sprijinite de USL și au durat până în februarie 2014. Pe 24 februarie , liderul PNL Crin Antonescu a declarat că partidul său iese de la guvernare, deci alianța USL nu mai există. După aceasta, PSD, partidul lui Ponta, a purtat convorbiri cu partidul maghiarilor români, UDMR, - aflat în opoziție - și acesta s-a declarat de acord să înlocuiască la guvernare pe liberali (PNL). Astfel în martie 2014 a fost alcătuit guvernul Ponta 3 cu sprijinul PSD, UNPR, PC și UDMR.
Guvernele lui Ponta au continuat să se ocupe de reducerea deficitului bugetar excesiv apărut în urma crizei economice.

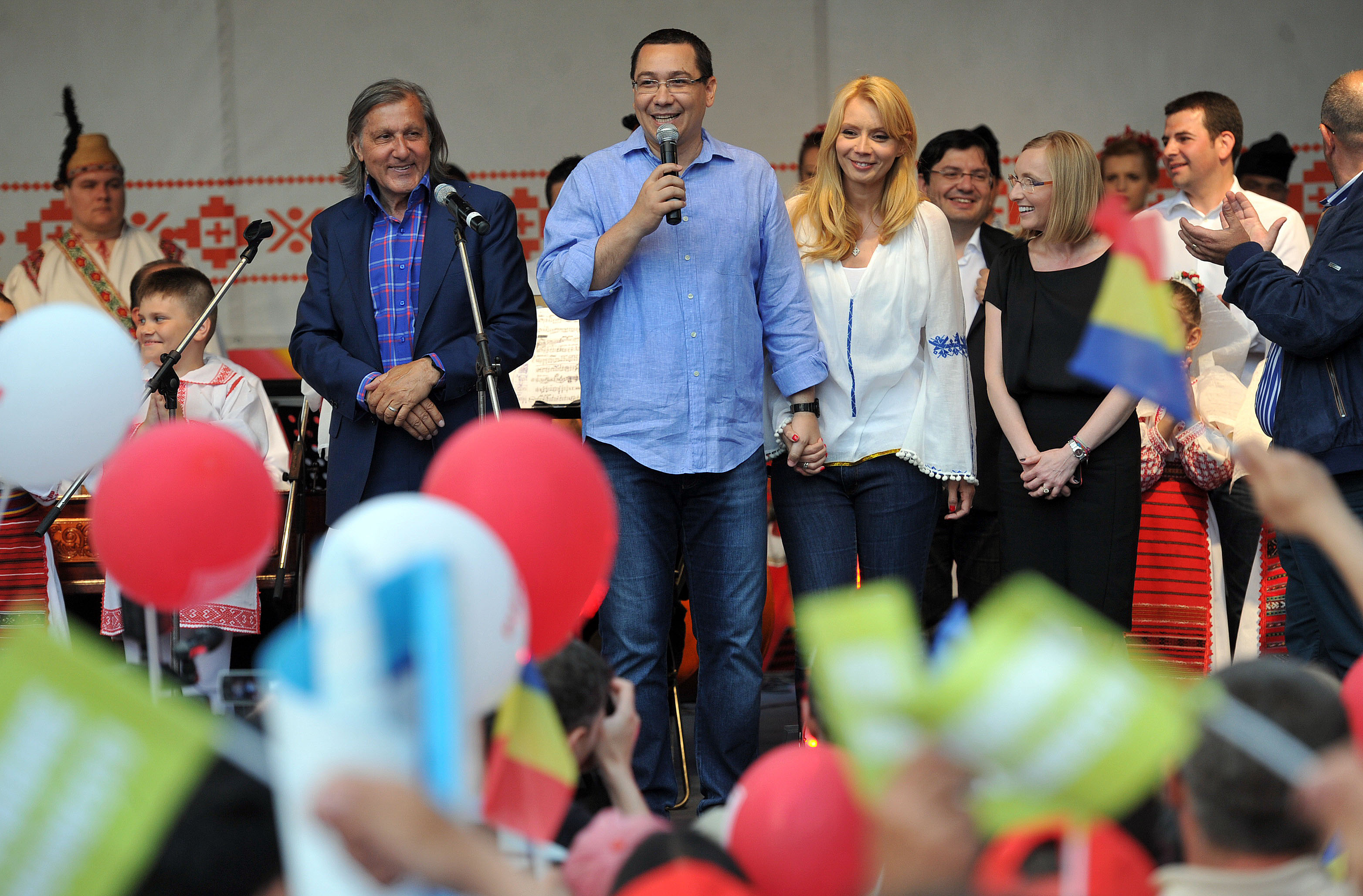
Victor Ponta alături de fosta sa soție, Daciana Sârbu (dreapta), și de Ilie Năstase (stânga)

### Candidat la alegerile prezidențiale din 2014

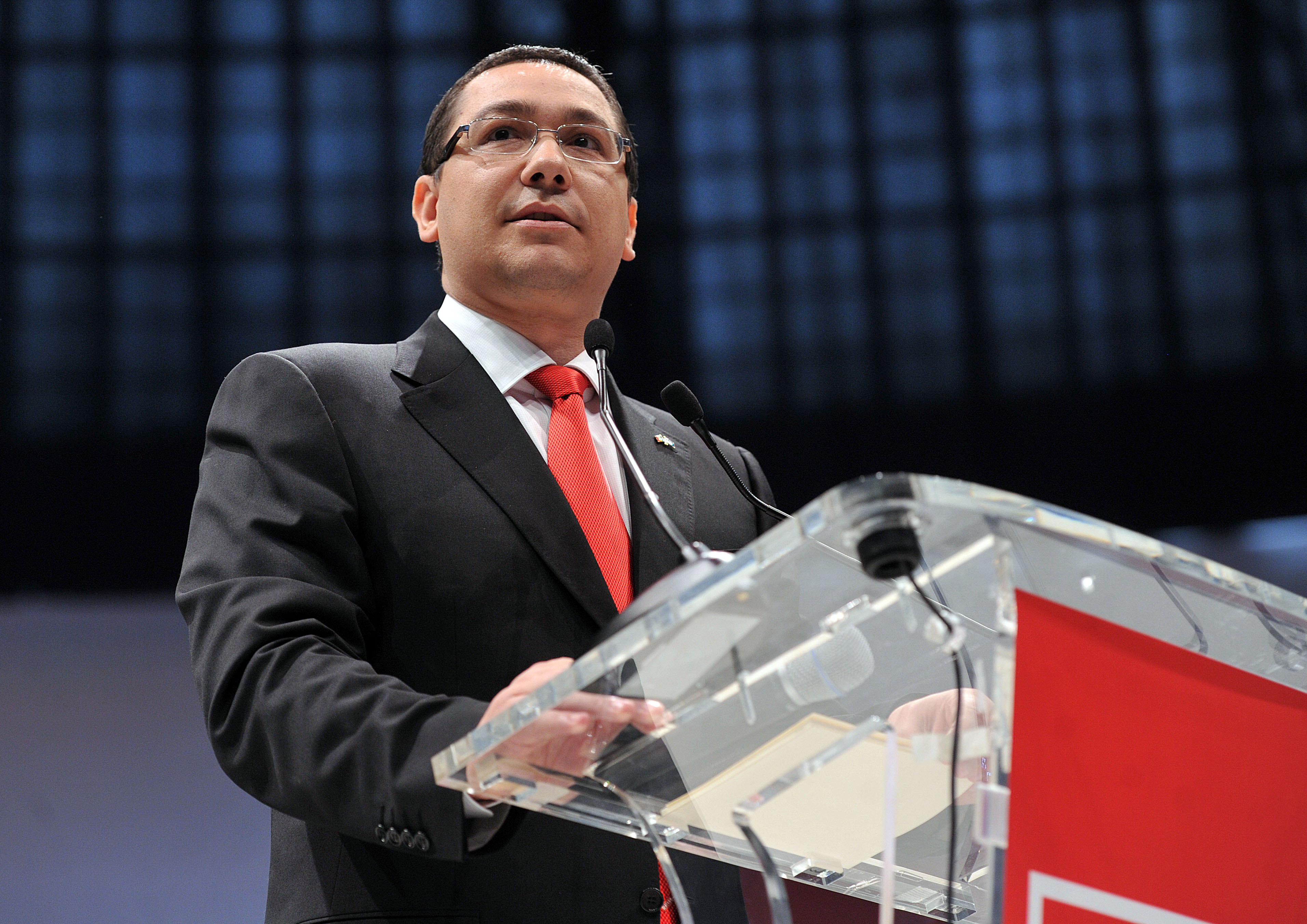
Lansarea candidaților Alianței PSD-UNPR-PC pentru alegerile europarlamentare

În 2014 și-a depus candidatura pentru alegerile prezidențiale din 2 noiembrie. Ocupă poziția a patra pe buletinul de vot.
În primul tur de scrutin, de la 2 noiembrie, au existat 14 candidați înscriși în cursă, prezența la vot fiind de 9.723.232 persoane, reprezentând 53.17% din numărul cetățenilor cu drept de vot.
Prim-ministrul Victor Ponta s-a clasat pe primul loc, cu un număr de 3.836.093 voturi, reprezentând 40,44% din totalul voturilor exprimate, iar pe locul doi s-a clasat primarul Sibiului, Klaus Iohannis, cu 2.881.406 voturi, reprezentând 30,37% din totalul voturilor exprimate.
Deoarece nici un candidat nu a obținut un scor de 50% plus 1 din totalul alegătorilor înscriși pe listele electorale, a avut loc al doilea tur de scrutin, la data de 16 noiembrie 2014.
Înainte de turul al doilea al prezidențialelor, au avut loc în diferite orașe din România multiple demonstrații populare împotriva lui Ponta, el fiind acuzat de obstrucționarea dreptului la vot al cetățenilor români din afara țării. Deși în primul tur Ponta a avut un avans confortabil, al doilea tur de scrutin s-a terminat cu victoria detașată a lui Iohannis, pe fondul acestor proteste și al unei mobilizări importante la vot.
Între 2016 și 2018 a fost consilier onorific al premierului sârb Vucic.

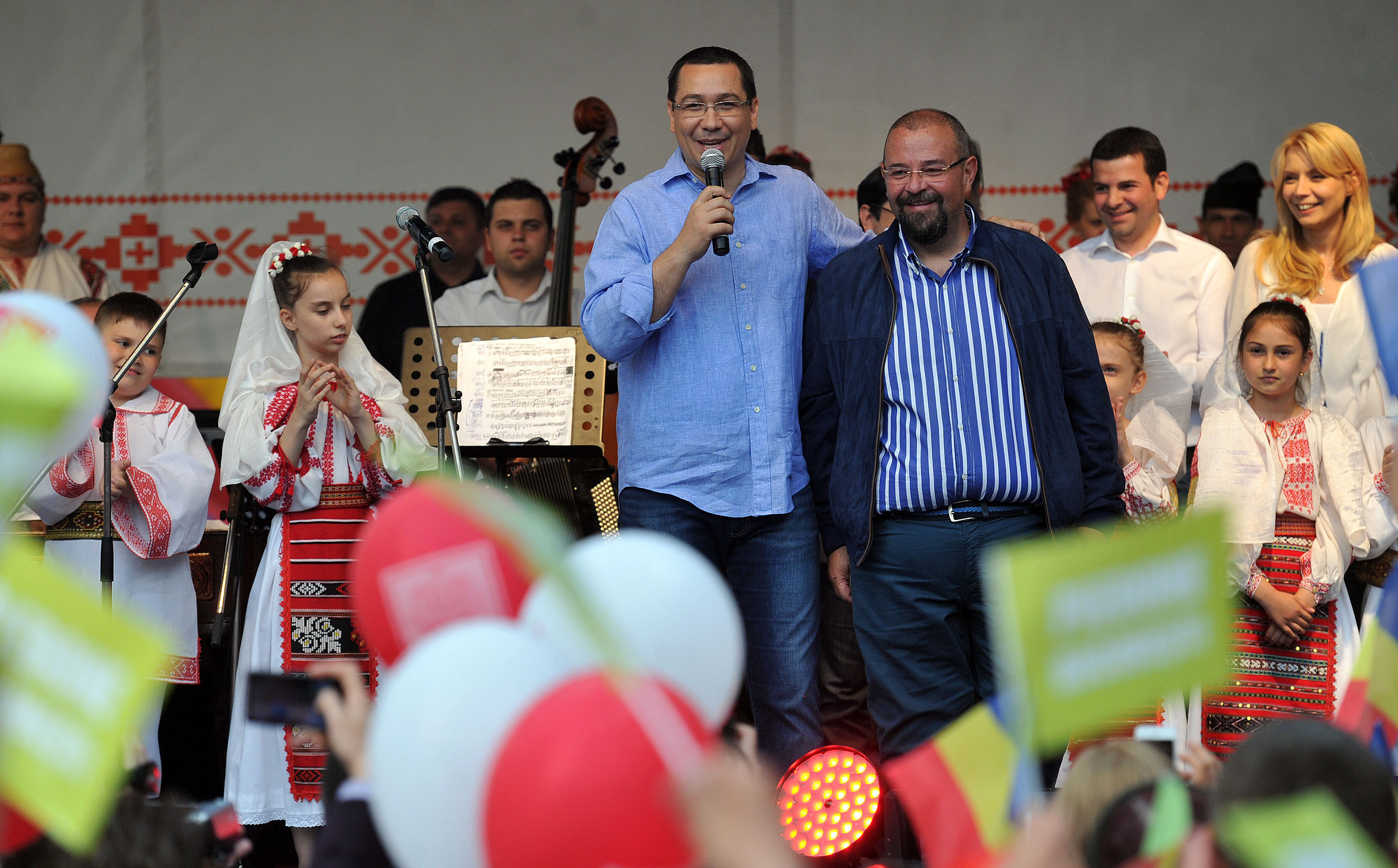
Victor Ponta și Cristian Popescu Piedone, în timpul campaniei din 2014

### Cariera în Partidul PRO România
Victor Ponta a fondat împreună cu Daniel Constantin și Sorin Câmpeanu partidul PRO România în anul 2017. Oficial, partidul a primit personalitate juridică pe 20 februarie 2018 și a fost lansat oficial pe 28 mai 2018.
Victor Ponta a spus, cu ocazia lansării programului politic, că PRO România este un ”start-up party” de stânga, social-democrat și progresist, de centru-stânga.
În urma congresului partidului din octombrie 2018, Victor Ponta a fost ales președinte al formațiunii cu 871 de voturi pozitive din 876, fiind singurul candidat la această funcție.

### Candidatura la alegerile prezidențiale din 2025
Candidat independent, Ponta a strâns semnături și cu ajutorul unor primari PSD și PNL.
Declarația că în 2014 a permis inundarea unor teritorii și sate românești în favoarea Belgradului îi atrage o plângere penală pentru înaltă trădare. Acesta susține că în urma acestei acțiuni ar fi primit cetățenia sârbă.
O rețea de pagini de Facebook cu postări sponsorizate care atacau contracandidații săi la alegeri și îl promovau pe acesta (și de care Ponta se delimitează, susținând că nu îi aparțin) a fost reclamată la BEC.
Victor Ponta se opune exportului de cereale ucrainene prin porturile românești, însă sprijină tranzitul de arme și instrucția piloților ucraineni. Susține mărirea cheltuielilor militare la peste 3% din PIB în 2026, consolidarea bazei militare aeriene Mihail Kogălniceanu, aderarea Republicii Moldova și a Balcanilor de Vest la UE, ajutor pentru Republica Moldova în caz de atac și se poziționează împotriva parteneriatului civil între persoane de același sex.
După primul tur, Ponta a anunțat lansarea platformei România pe Primul Loc. El nu a susținut niciun candidat în al doilea tur.

## Distincții
În anul 2002 președintele Ion Iliescu l-a numit cavaler al Ordinului Național „Serviciul Credincios”. În 2004 a primit ordinul italian Steaua Solidarității.

## Procesul de corupție
În anul 2015 a fost trimis în judecată împreună cu asociatul său Dan Șova, sub acuzații de fapte de corupție, respectiv pentru fals în înscrisuri sub semnătură privată, complicitate la evaziune fiscală și spălare de bani. Termenul pentru pronunțarea sentinței în acest proces a fost fixat de ÎCCJ pentru data de 10 mai 2018. Acuzațiile de evaziune fiscală au fost desprinse într-un alt dosar, care a fost însă clasat de procurori în iulie 2017.
În data de 10 mai 2018, Înalta Curte de Casație și Justiție a decis achitarea lui Victor Ponta și a lui Dan Șova în dosarul Turceni-Rovinari.

## Opinii

### Drepturile femeilor
În 2009, în proiectul de Cod Penal au fost introduse prevederi de către o subcomisie parlamentară condusă de Ponta care ar fi transformat excepțiile de avort terapeutic de peste 24 săptămâni de sarcină (feți cu malformații genetice sau cele efectuate pentru salvarea vieții femeii) să devină infracțiune - o legislație atât de dură mai existând doar în țările catolice de la acea vreme. Ponta argumenta că după cele 24 săptămâni era catalogată ca naștere prematură. Anterior însă nu exista o limită pentru avortul terapeutic. Ulterior Ponta a invitat societatea civilă la dezbatere. În 2025 se declara pro-avort, în favoarea dreptului femeilor de a decide singure.